# Macrocentrus choui
Macrocentrus choui är en stekelart som beskrevs av He och Chen 2000. Macrocentrus choui ingår i släktet Macrocentrus och familjen bracksteklar. Inga underarter finns listade i Catalogue of Life.